# José García Ortega
José García Ortega (Arroba de los Montes, Ciudad Real, 1921 - París, 24 de diciembre de 1990), conocido como José Ortega, Pepe Ortega o Pintor Ortega, fue un importante pintor y grabador, representante del Realismo social de la posguerra española y uno de los miembros más importantes del grupo Estampa Popular, del cual es fundador.

## Biografía
Su ideología y actividad política -era militante del entonces ilegalizado Partido Comunista de España- le llevó a la cárcel y al exilio. En Francia siguió alternando el activismo político con la pintura y el grabado, siendo amigo de Picasso y Santiago Carrillo entre otros. También se destacó como ilustrador, entre sus realizaciones merece ser recordada "Simón Bolívar", monumental edición de Arte publicada en 1980 por la TREC de Roma. Residía entre Italia y Francia y con la llegada de la Democracia volvió a España, presentándose como candidato del PCE por la provincia de Ciudad Real.
Su obra es amplia y una parte se encuentra depositada en el Centro de Exposiciones de la Diputación Provincial de Ciudad Real. Esta institución montó una exposición en noviembre de 1993 con la que se inauguró dicho centro, siendo sólo la primera de una serie de actividades de gran calidad encaminadas a dar a conocer el arte y la cultura de la provincia. Se editó un catálogo y posteriormente se organizó una exposición itinerante con la serie de grabados "Los segadores" una de las más representativas del autor.
En Arroba de los Montes se construyó un museo que llevaba su nombre en 1998 y se mostraba una parte muy importante de su obra pero un problema grave de humedad supuso la retirada de las obras y el cierre sine die del espacio expositivo.

## Hemerografía
- CRUZ, Juan (10 de octubre de 1980) "José Ortega muestra en La Mancha su obra del exilio". Diario El País.
- Sin autor (15 de octubre de 1980) "El Ayuntamiento de Almagro cierra la Iglesia de San Agustín a la exposición de José Ortega". Diario Lanza, Ciudad Real.
- FIDALGO, Feliciano (25 de diciembre de 1990) "El pintor José Ortega muere en París a los 69 años". El País.
- SALA Alberico (5 de diciembre de 1971) "La furia de Ortega". Il Corriere de la Sera.
- YÉBENES, Julia (27 de noviembre de 1993) "Carrillo inauguró la muestra de José Ortega". Diario Lanza, Ciudad Real.
- YÉBENES, Julia (27 de noviembre de 1993) "Carrillo: la Diputación hace justicia a un gran pintor y demócrata". Diario Lanza, Ciudad Real.